# Jean-Claude Giuntini
 (août 2019).
Jean-Claude Giuntini, né le 14 décembre 1956 à Aubagne, est un entraîneur français de football.

## Biographie
Il officie comme sélectionneur de l'équipe de France dans les catégories de jeunes, des moins de 16 ans jusqu'aux moins de 19 ans.
Il participe en tant que sélectionneur au championnat d'Europe des moins de 17 ans en 2012 et 2015, puis à la Coupe du monde des moins de 17 ans en 2015. Avec l'équipe de France U17, il remporte l'Euro U17 organisé en Bulgarie.
Le 19 avril 2021, il intègre la garde rapprochée de Pablo Longoria au sein l'organigramme de l'Olympique de Marseille où il est nommé responsable du groupe élite et de la formation interne des cadres.Il sera sous l'autorité du directeur du centre de formation Nasser Larguet.

Dans sa carrière il passe à côté de Kylian Mbappé qu’il ne veut pas en équipe de France de jeunes.

## Palmarès
- Vainqueur du championnat d'Europe des moins de 17 ans en 2015 avec l'équipe de France des moins de 17 ans[1].